# Paraphloeostiba
Paraphloeostiba är ett släkte av skalbaggar som beskrevs av Steel 1960. Paraphloeostiba ingår i familjen kortvingar.
Släktet innehåller bara arten Paraphloeostiba gayndahensis.